# Natanya Open 2012
Il Natanya Open 2012 (Israel F12 Futures 2012) è stato un torneo di tennis facente parte della categoria ITF Men's Circuit nell'ambito dell'ITF Men's Circuit 2012 e dell'ITF Women's Circuit nell'ambito dell'ITF Women's Circuit 2012. Sia il torneo maschile che quello femminile si sono giocati a Natanya in Israele dal 29 ottobre al 4 novembre 2012 su campi in cemento.

## Vincitori

### Singolare maschile
Maximilian Neuchrist ha battuto in finale  Axel Michon con il punteggio di 6–4, 6–4.

### Doppio maschile
Stephan Fransen /  Wesley Koolhof hanno battuto in finale  Sam Barry /  Sebastian Lavie con il punteggio di 4–6, 7–6(4), [11–9].

### Singolare femminile
Anna Karolína Schmiedlová ha battuto in finale  Stephanie Vogt con il punteggio di 0–6, 6–3, 6–4.

### Doppio femminile
Ljudmyla Kičenok /  Nadežda Kičenok hanno battuto in finale  Zuzana Luknárová /  Anna Karolína Schmiedlová con il punteggio di 6–1, 6–4.